# Evin Demirhan
Evin Demirhan (Siirt, 2 luglio 1995) è una lottatrice turca, specializzata nella lotta libera.

## Palmarès
- Mondiali

Parigi 2017: bronzo nei -50 kg.
- Europei

Bucarest 2019: bronzo nei -50 kg.
Kaspiysk 2018: bronzo nei -50 kg.
Budapest 2022: oro nei 50 kg.
- Giochi del Mediterraneo

Tarragona 2018: oro nei -50 kg.
- Mondiali universitari

Çorum 2016: bronzo nei -48 kg.
- Giochi della solidarietà islamica

Baku 2017: argento nei -48 kg.